# Nils Frahm
 (avril 2023).
Nils Frahm est un musicien, compositeur et producteur allemand né le 20 septembre 1982. Basé à Berlin, il mélange la musique classique et la musique électronique à travers une approche originale de l'utilisation de ses instruments (grand piano, piano d'étude, synthétiseurs Roland Juno-60 et Moog Taurus, piano électrique Fender Rhodes).
En parallèle de son travail en solo, il a également collaboré avec des artistes tels que Anne Müller, Ólafur Arnalds et F. S. Blumm (en).

## Biographie

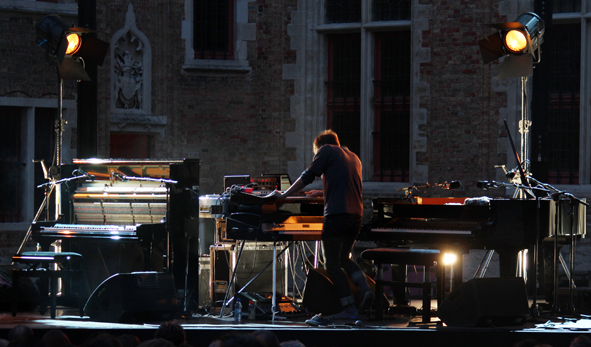
Concert du 31 juillet 2014 en plein air dans la cour du musée Gruuthuse de Bruges.

Il commence l'apprentissage du piano durant son enfance, d'abord en étudiant les compositeurs classiques, avant de s'intéresser aux compositeurs contemporains. Un de ses professeurs était Nahum Brodski, réputé comme ayant été formé par l'un des derniers protégés de Tchaikovsky.
Son père, Klaus Frahm, était photographe et créait des pochettes pour ECM Records.
Ses premiers travaux sortis en 2009 ont reçu un accueil favorable (Wintermusik et The Bells).

La critique l'acclame en 2011 grâce à son album Felt produit par le label Erased Tapes.

Suivent la sortie de l'EP Juno puis par Screws en 2012, téléchargeable gratuitement lors de son anniversaire et enregistré au moment où il se remettait d'une blessure au pouce.
En 2013, Nils Frahm sort Juno Reworked (2013), avec comme invités Luke Abbott et Chris Clark.

Spaces (2013) est un album constitué de différents enregistrements live lors de concerts ayant eu lieu durant les deux années précédentes.

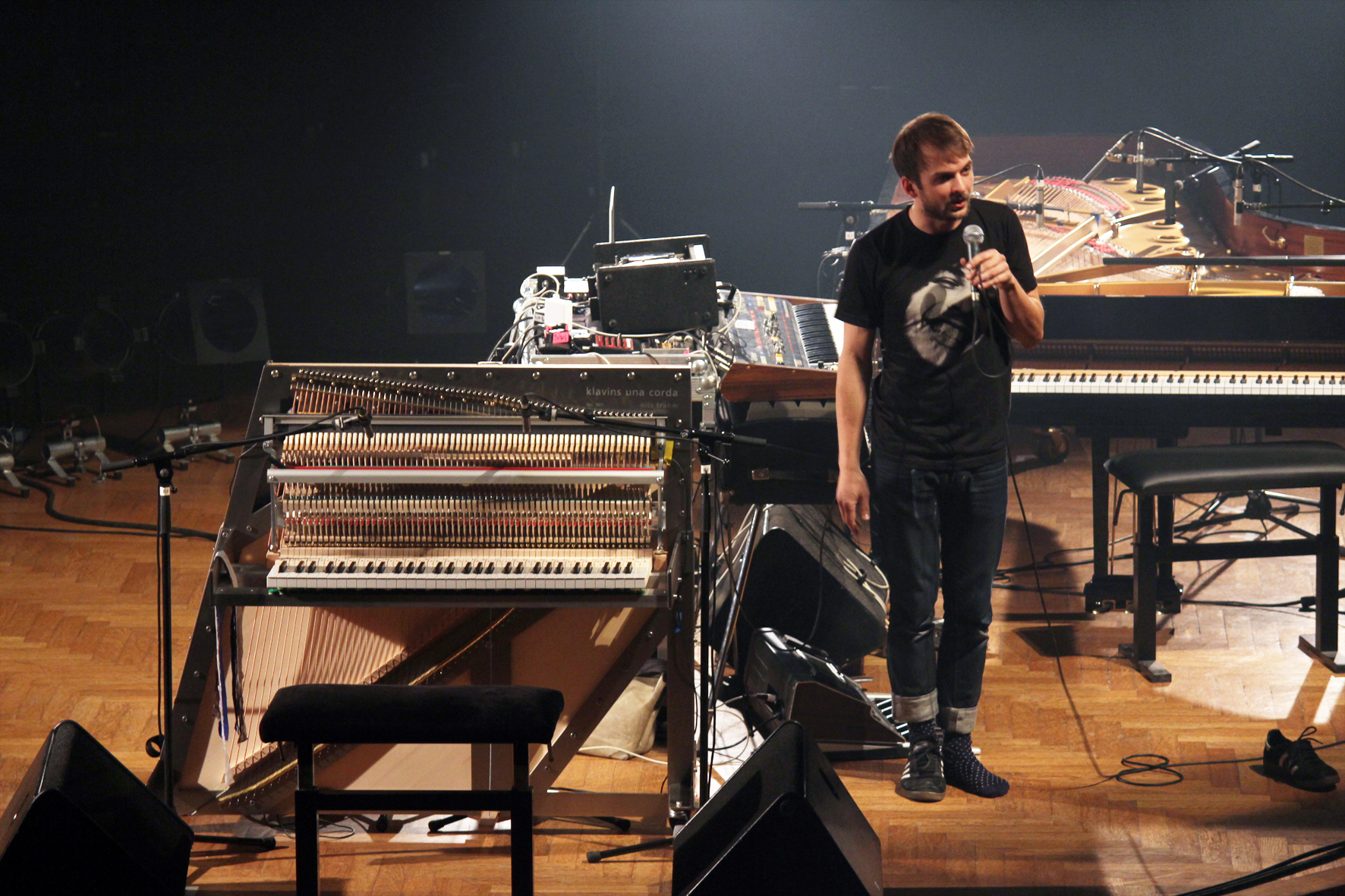
Nils Frahm présente son piano Una Corda pour sa première performance en public lors du Bozar Electronic Arts Festival 2014.

En 2014, Nils Frahm demande à David Klavins (en) de lui créer un nouveau piano. Ce piano appelé Una Corda, pèse moins de cent kilogrammes et possède des marteaux qui ne frappent qu'une corde au lieu de trois pour chaque note.

## Discographie

### Albums solo
- 2005 : Streichelfisch (AtelierMusik)
- 2008 : Electric Piano (AtelierMusik)
- 2009 : The Bells (Kning Disk, Erased Tapes)
- 2011 : Felt (Erased Tapes)
- 2012 : Screws (Erased Tapes)
- 2013 : Spaces (Erased Tapes)
- 2015 : Solo (Erased Tapes)
- 2018 : All Melody (Erased Tapes)
- 2019 : All Encores (Erased Tapes)
- 2020 : Empty (Erased Tapes)
- 2020 : Tripping with Nils Frahm (Erased Tapes)
- 2021 : Graz (Erased Tapes)
- 2021 : Old Friends New Friends (Leiter)
- 2022 : Music for Animals (Leiter)
- 2024 : Day (Leiter)
- 2024 : Paris (Leiter)
- 2025 : Night (Leiter)

### EP
- 2008 : My First EP (AtelierMusik)
- 2009 : Wintermusik (Erased Tapes)
- 2010 : Unter/Über (Erased Tapes)
- 2011 : Juno (Erased Tapes)
- 2016 : Solo Remains (Erased Tapes)
- 2018 : Encores 1 (Erased Tapes)
- 2019 : Encores 2 (Erased Tapes)
- 2019 : Encores 3 (Erased Tapes)

### Collaborations
- 2008 : Library Tapes/ Nils Frahm (Sonic Pieces) avec Library Tapes
- 2009 : Dauw (Split) (Dekorder) avec Maschinefabrik
- 2010 : Music for lovers. Music versus time. (Sonic Pieces) avec F. S. Blumm
- 2011 : 7 Fingers (HUSH, Erased Tapes) avec Anne Müller
- 2011 : Seeljocht  (Erased Tapes) avec Heather Woods Broderick
- 2011 : Wonders (Erased Tapes) en tant que Oliveray avec Peter Broderick
- 2012 : Stare (Erased Tapes) avec Ólafur Arnalds
- 2013 : Music for Wobbling Music Versus Gravity (Sonic Pieces) avec F. S. Blumm
- 2013 : Juno Reworked (Erased Tapes) avec Luke Abbott et Clark
- 2014 : The Lord Is Out of Control (Nils Frahm Remix) sur l'EP Music Industry 3, Fitness Industry 1 de Mogwai
- 2015 : Collaborative Works (Erased Tapes) avec Ólafur Arnalds - compilation de morceaux enregistrés entre 2011 et 2015
- 2015 : Life Story Love And Glory (Erased Tapes) avec Ólafur Arnalds
- 2015 : Loon (Erased Tapes) avec Ólafur Arnalds
- 2015 : Screw Reworked (Erased Tapes) avec divers artistes
- 2016 : The Gamble (R&S records) en tant que Nonkeen avec Frederic Gmeiner und Sebastian Singwald
- 2016 : Trance Frendz (Erased Tapes) avec Ólafur Arnalds
- 2016 : Oddments of the Gamble (R&S records) en tant que Nonkeen avec Frederic Gmeiner und Sebastian Singwald

### Bandes originales
- 2015 : Victoria
- 2015 : Ellis (Erased Tapes) avec Woodkid

### Compilations
- 2015 : Late Night Tales: Nils Frahm - compilation de morceaux retravaillés de divers artistes (dont Nils Frahm lui-même)

### Publications
- 2013 : Partitions Eins (Manners McDade Music Publishing / Erased Tapes)
- 2016 : Partitions Zwei (Manners McDade Music Publishing / Erased Tapes)

## Distinction
- 2015 Meilleure musique pour Victoria à la 64e cérémonie du Deutscher Filmpreis.